# Paul Butcher
Paul Butcher Jr. (Los Angeles, 14 de fevereiro de 1994) é um ator e cantor americano.
Butcher ficou conhecido em 2002, após atuar em Six Feet Under como um garotinho de 5 anos, depois disso Paul desenvolveu papéis como o de Dustin Brooks irmão mais novo de Jamie Lynn Spears na série Zoey 101 e de Jeffrey Barton na série Criminal Minds. Em julho de 2010, Butcher iniciou sua carreira de cantor com o single "Don't Go".

## Televisão
| Ano       | Titulo                  | Papel                    |
| --------- | ----------------------- | ------------------------ |
| 2002      | Six Feet Under          | 5-Year-Old Boy           |
| 2003      | That '70s Show          | Young Boy #2             |
| 2004      | NYPD Blue               | Eddie Cown               |
| 2005–2008 | Zoey 101                | Dustin Brooks            |
| 2005      | Bones                   | Shawn Cookington         |
| 2005      | Medical Investigation   | Tim Wayne                |
| 2006–2008 | King of the Hill        | Caleb                    |
| 2006      | King of Queens          | Kenny                    |
| 2007      | Without a Trace         | Alex Rosen               |
| 2007      | American Dad!           | Johnny                   |
| 2007      | Meet the Robinsons      | Stanley                  |
| 2008      | Britney: For the Record | Himself                  |
| 2009      | Criminal Minds          | Jeffrey Barton           |
| 2013      | MyMusic                 | Jeff Pookie (recorrente) |
| 2014      | A Lesson in Romance     | Sean Mills               |
| 2015      | Comedy Bang Bang        | Tyler Cunningham         |